# Piłka nożna na Letnich Igrzyskach Olimpijskich 2016 – turniej mężczyzn
Turniej mężczyzn w piłce nożnej na Letnich Igrzyskach Olimpijskich 2016 w Rio de Janeiro był 26. edycją w historii igrzysk i pierwszym rozegranym w Ameryce Południowej.

## System rozgrywek
Do rywalizacji przystąpiło 16 drużyn, podzielonych na cztery grupy. W każdej z nich zmagania toczą się systemem kołowym, a po dwa najlepsze zespoły z grup uzyskają awans do ćwierćfinału. Od tej fazy pojedynki przeprowadzone zostaną systemem pucharowym (jedno spotkanie, przegrywający odpada, a zwycięzca kwalifikuje się do kolejnej fazy).

## Miasta i stadiony
Ostateczną decyzję w sprawie wyboru miast FIFA ogłosiła 16 marca 2015 roku. Mecze będą rozgrywane na 7 stadionach w 6 miastach:
- w Rio de Janeiro (na dwóch stadionach – Maracanã i Stadion Olimpijski)
- w Belo Horizonte (Mineirão)
- w Brasili (Estádio Nacional)
- w Manaus (Arena Amazônia)
- w Salvadorze (Fonte Nova)
- w São Paulo (Arena Corinthians)

Mecz otwarcia odbył się w Brasili, mecz o 3. miejsce w Belo Horizonte, natomiast finał w Rio de Janeiro.
| Belo Horizonte                       | Brasília                                                                                           | São Paulo                                                                                          | Manaus                           |
| ------------------------------------ | -------------------------------------------------------------------------------------------------- | -------------------------------------------------------------------------------------------------- | -------------------------------- |
| Mineirão Pojemność: 58 170           | Estádio Nacional Pojemność: 69 349                                                                 | Arena Corinthians Pojemność: 62 601                                                                | Arena Amazônia Pojemność: 60 342 |
|                                      | | |                                  |
| Salvador                             | Belo HorizonteBrasíliaManausRio de JaneiroSalvadorSão Paulo Miasta-organizatorzy na mapie Brazylii | Belo HorizonteBrasíliaManausRio de JaneiroSalvadorSão Paulo Miasta-organizatorzy na mapie Brazylii | Rio de Janeiro                   |
| Fonte Nova Pojemność: 51 900         | Belo HorizonteBrasíliaManausRio de JaneiroSalvadorSão Paulo Miasta-organizatorzy na mapie Brazylii | Belo HorizonteBrasíliaManausRio de JaneiroSalvadorSão Paulo Miasta-organizatorzy na mapie Brazylii | Maracanã Pojemność: 74 738       |
|                                      | Belo HorizonteBrasíliaManausRio de JaneiroSalvadorSão Paulo Miasta-organizatorzy na mapie Brazylii | Belo HorizonteBrasíliaManausRio de JaneiroSalvadorSão Paulo Miasta-organizatorzy na mapie Brazylii |                                  |
| Rio de Janeiro                       | Belo HorizonteBrasíliaManausRio de JaneiroSalvadorSão Paulo Miasta-organizatorzy na mapie Brazylii | Belo HorizonteBrasíliaManausRio de JaneiroSalvadorSão Paulo Miasta-organizatorzy na mapie Brazylii |                                  |
| Stadion Olimpijski Pojemność: 46 931 | Belo HorizonteBrasíliaManausRio de JaneiroSalvadorSão Paulo Miasta-organizatorzy na mapie Brazylii | Belo HorizonteBrasíliaManausRio de JaneiroSalvadorSão Paulo Miasta-organizatorzy na mapie Brazylii |                                  |
|                                      | Belo HorizonteBrasíliaManausRio de JaneiroSalvadorSão Paulo Miasta-organizatorzy na mapie Brazylii | Belo HorizonteBrasíliaManausRio de JaneiroSalvadorSão Paulo Miasta-organizatorzy na mapie Brazylii |                                  |

## Turniej

### Kwalifikacje
| Nazwa imprezy                   | Data przeprowadzenia           | Gospodarz                   | Miejsc | Zakwalifikowani                                     |
| ------------------------------- | ------------------------------ | --------------------------- | ------ | --------------------------------------------------- |
| Gospodarz                       | 2 października 2009            | -                           | 1      | Brazylia U-23                                       |
| Mistrzostwa Ameryki Południowej | 14 stycznia – 7 lutego 2015    | Urugwaj                     | 1      | Argentyna U-23                                      |
| Igrzyska Pacyfiku               | 3 – 17 czerwca 2015            | Papua-Nowa Gwinea           | 1      | Fidżi U-23                                          |
| Mistrzostwa Europy              | 17 – 30 lipca 2015             | Czechy                      | 4      | Dania U-23 Niemcy U-23 Portugalia U-23 Szwecja U-23 |
| Turniej kwalifikacyjny CONCACAF | 1 – 13 października 2015       | Stany Zjednoczone           | 2      | Honduras U-23 Meksyk U-23                           |
| Puchar Narodów Afryki           | 28 listopada – 12 grudnia 2015 | Senegal                     | 3      | Nigeria U-23 Algieria U-23 RPA U-23                 |
| Puchar Azji                     | 12 – 30 stycznia 2016          | Katar                       | 3      | Irak U-23 Japonia U-23 Korea Południowa U-23        |
| play-off CONCACAF – CONMEBOL    | 21 – 29 marca 2016             | Kolumbia/ Stany Zjednoczone | 1      | Kolumbia U-23                                       |

## Sędziowie
| Narodowość       | Sędzia                   | Asystenci                              |
| ---------------- | ------------------------ | -------------------------------------- |
| Arabia Saudyjska | Fahad Al-Mirdasi         | Abdullah Al-Shalwai Mohammed Al-Abakry |
| Argentyna        | Néstor Pitana            | Hernán Maidana Juan Pablo Belatti      |
| Brazylia         | Sandro Ricci             | Emerson de Carvalho Marcelo Van Gasse  |
| Egipt            | Gehad Grisha             | Rédouane Achik Waleed Ahmed            |
| Ekwador          | Roddy Zambrano           | Christian Lescano Byron Romero         |
| Francja          | Clément Turpin           | Frédéric Cano Nicolas Danos            |
| Gwatemala        | Walter López Castellanos | Leonel Leal Gerson López Castellanos   |
| Hiszpania        | Antonio Mateu Lahoz      | Pau Cebrián Devis Roberto Díaz Pérez   |
| Iran             | Alireza Faghani          | Reza Sokhandan Mohammadreza Mansouri   |
| Japonia          | Ryuji Sato               | Toru Sagara Hiroshi Yamauchi           |
| Meksyk           | César Arturo Ramos       | Marvin Torrentera Miguel Hernández     |
| Nowa Zelandia    | Matthew Conger           | Simon Lount Tevita Makasini            |
| Rosja            | Siergiej Karasiow        | Tichon Kaługin Nikołaj Gołubjew        |
| Rumunia          | Ovidiu Hațegan           | Octavian Șovre Sebastian Gheorghe      |
| Senegal          | Malang Diedhiou          | Djibril Camara El Hadji Malick Samba   |
| Turcja           | Cüneyt Çakır             | Bahattin Duran Tarık Ongun             |

## Koszyki
Losowanie fazy grupowej Igrzysk Olimpijskich w piłce nożnej 2016 odbyło się 14 kwietnia 2016 roku na stadionie Maracanã w Rio de Janeiro. Do podziału na koszyki, FIFA wykorzystała ranking sporządzony na podstawie występów, na pięciu ostatnich olimpijskich turniejach piłkarskich.
| Koszyk 1                                  | Koszyk 2                                       | Koszyk 3                             | Koszyk 4                               |
| ----------------------------------------- | ---------------------------------------------- | ------------------------------------ | -------------------------------------- |
| - Brazylia - Argentyna - Meksyk - Japonia | - Nigeria - Korea Południowa - Honduras - Irak | - Szwecja - Fidżi - Portugalia - RPA | - Algieria - Kolumbia - Dania - Niemcy |

- Międzynarodowa Federacja Piłki Nożnej udostępniła także zasady losowania[3].

## Faza grupowa
Harmonogram spotkań został określony 10 listopada 2015 roku. Spotkania fazy grupowej będą rozgrywane o 13:00, 15:00, 16:00, 17:00, 18:00, 19:00, 20:00, 21:00, 22:00 czasu lokalnego. Sześć z siedmiu miast-organizatorów znajduje się w strefie czasowej UTC-3 czasu zimowego, wyjątek to Manaus, znajdujący się w strefie UTC-4 czasu zimowego.
O końcowej kolejności drużyn w każdej grupie decydują:
1. Liczba punktów uzyskana przez drużyny we wszystkich meczach grupowych;
2. Bilans bramek uzyskany we wszystkich meczach grupowych;
3. Liczba goli strzelonych przez drużyny we wszystkich meczach grupowych.

Jeśli dwa lub więcej zespołów mają tyle samo punktów, taki sam stosunek bramek i taką samą liczbę bramek strzelonych, kolejność ustala się w następujący sposób:
a) liczba punktów uzyskanych w meczach między zainteresowanymi drużynami,
b) bilans bramek po meczach między zainteresowanymi drużynami,
c) liczba bramek strzelonych w meczach między zainteresowanymi drużynami,
d) losowanie.
Uwaga: W poniższym terminarzu turnieju podano czas środkowoeuropejski.
Legenda do tabelek:
- Pkt – liczba punktów
- M – liczba meczów
- W – wygrane
- R – remisy
- P – porażki
- Br+ – bramki zdobyte
- Br− – bramki stracone
- +/− – różnica bramek

Dwie pierwsze drużyny z każdej grupy awansują do dalszych gier.

### Grupa A
| Zespół   | Pkt | M | W | R | P | Br+ | Br− | +/− |
| -------- | --- | - | - | - | - | --- | --- | --- |
| Brazylia | 5   | 3 | 1 | 2 | 0 | 4   | 0   | +4  |
| Dania    | 4   | 3 | 1 | 1 | 1 | 1   | 4   | -3  |
| Irak     | 3   | 3 | 0 | 3 | 0 | 1   | 1   | 0   |
| RPA      | 2   | 3 | 0 | 2 | 1 | 1   | 2   | -1  |

| 4 sierpnia 2016 18:00 CET | Irak | 0:0(0:0) | Dania | Estádio Nacional, Brasilia Widzów: 18 000 Sędzia: César Arturo Ramos |
|                           |      |          |       |                                                                      |

| 4 sierpnia 2016 21:00 CET | Brazylia | 0:0(0:0) | RPA | Estádio Nacional, Brasilia Widzów: 69 389 Sędzia: Antonio Mateu Lahoz |
|                           |          |          |     |                                                                       |

| 7 sierpnia 2016 00:00 CET | Dania · Robert Skov 69' | 1:0(0:0) | RPA | Estádio Nacional, Brasilia Widzów: 32 314 Sędzia: Ryuji Sato |
|                           |                         |          |     |                                                              |

| 8 sierpnia 2016 03:00 CET | Brazylia | 0:0(0:0) | Irak | Estádio Nacional, Brasilia Widzów: 65 829 Sędzia: Ovidiu Hațegan |
|                           |          |          |      |                                                                  |

| 11 sierpnia 2016 03:00 CET | Dania | 0:4(0:2) | Brazylia · 26', 80' Gabriel Barbosa · 40' Gabriel Jesus · 70' Luan | Fonte Nova, Salvador Sędzia: Alireza Faghani |
|                            |       |          |                                                                    |                                              |

| 11 sierpnia 2016 03:00 CET | RPA · Gift Motupa 6' | 1:1(1:1) | Irak · 14' Saad Abdul-Amir | Arena Corinthians, São Paulo Sędzia: Roddy Zambrano |
|                            |                      |          |                            |                                                     |

### Grupa B
| Zespół   | Pkt | M | W | R | P | Br+ | Br− | +/− |
| -------- | --- | - | - | - | - | --- | --- | --- |
| Nigeria  | 6   | 3 | 2 | 0 | 1 | 6   | 6   | 0   |
| Kolumbia | 5   | 3 | 1 | 2 | 0 | 6   | 4   | +2  |
| Japonia  | 4   | 3 | 1 | 1 | 1 | 7   | 7   | 0   |
| Szwecja  | 1   | 3 | 0 | 1 | 2 | 2   | 4   | -2  |

| 5 sierpnia 2016 00:00 CET | Szwecja · Mikael Ishak 43' · Astrit Ajdarević 62' | 2:2(1:1) | Kolumbia · 17' Teófilo Gutiérrez · 75' Dorlan Pabon | Arena Amazônia, Manaus Widzów: 29 996 Sędzia: Fahad Al Mirdasi |
|                           |                                                   |          |                                                     |                                                                |

| 5 sierpnia 2016 03:00 CET | Nigeria · Umar Sadiq 6' · Oghenekaro Etebo 10', 42', 51', 66' | 5:4(3:2) | Japonia · 9' Shinzo Koroki · 12' Takumi Minamino · 70' Takuma Asano · 90+5' Musashi Suzuki | Arena Amazônia, Manaus Widzów: 29 996 Sędzia: Clément Turpin |
|                           |                                                               |          |                                                                                            |                                                              |

| 7 sierpnia 2016 00:00 CET | Szwecja | 0:1(0:1) | Nigeria · 40' Umar Sadiq | Arena Amazônia, Manaus Widzów: 23 892 Sędzia: Matthew Conger |
|                           |         |          |                          |                                                              |

| 8 sierpnia 2016 03:00 CET | Japonia · Takuma Asano 67' · Shoya Nakajima 74' | 2:2(0:0) | Kolumbia · 59' Teófilo Gutiérrez · 65' (sam) Hiroki Fujiharu | Arena Amazônia, Manaus Widzów: 26 603 Sędzia: Siergiej Karasiow |
|                           |                                                 |          |                                                              |                                                                 |

| 10 sierpnia 2016 00:00 CET | Japonia · Shinya Yajima 65' | 1:0(0:0) | Szwecja | Fonte Nova, Salvador Sędzia: Malang Diedhiou |
|                            |                             |          |         |                                              |

| 10 sierpnia 2016 00:00 CET | Kolumbia · Teófilo Gutiérrez 4' · Dorlan Pabon 63' (k) | 2:0(1:0) | Nigeria | Arena Corinthians, São Paulo Sędzia: César Arturo Ramos |
|                            |                                                        |          |         |                                                         |

### Grupa C
| Zespół           | Pkt | M | W | R | P | Br+ | Br− | +/− |
| ---------------- | --- | - | - | - | - | --- | --- | --- |
| Korea Południowa | 7   | 3 | 2 | 1 | 0 | 12  | 3   | +9  |
| Niemcy           | 5   | 3 | 1 | 2 | 0 | 15  | 5   | +10 |
| Meksyk           | 4   | 3 | 1 | 1 | 1 | 7   | 4   | +3  |
| Fidżi            | 0   | 3 | 0 | 0 | 3 | 1   | 23  | -22 |

| 4 sierpnia 2016 22:00 CET | Meksyk · Oribe Peralta 52' · Rodolfo Pizarro 63' | 2:2(0:0) | Niemcy · 58' Serge Gnabry · 78' Matthias Ginter | Fonte Nova, Salvador Widzów: 16 500 Sędzia: Alireza Faghani |
|                           |                                                  |          |                                                 |                                                             |

| 5 sierpnia 2016 01:00 CET | Fidżi | 0:8(0:1) | Korea Południowa · 32', 63', 90+3' Ryu Seung-woo · 62', 63' Kwon Chang-hoon · 72' Son Heung-min · 77', 90' Suk Hyun-jun | Fonte Nova, Salvador Widzów: 16 000 Sędzia: Malang Diedhiou |
|                           |       |          | |                                                             |

| 7 sierpnia 2016 18:00 CET | Fidżi · Roy Krishna 10' | 1:5(1:0) | Meksyk · 48', 55', 58', 73' Erick Gutiérrez · 67' Carlos Salcedo | Fonte Nova, Salvador Widzów: 11 200 Sędzia: Gehad Grisha |
|                           |                         |          |                                                                  |                                                          |

| 7 sierpnia 2016 21:00 CET | Niemcy · Serge Gnabry 33', 90+2' · Davie Selke 55' | 3:3(1:1) | Korea Południowa · 25' Hwang Hee-chan · 57' Son Heung-min · 87' Suk Hyun-jun | Fonte Nova, Salvador Widzów: 17 121 Sędzia: Néstor Pitana |
|                           |                                                    |          |                                                                              |                                                           |

| 10 sierpnia 2016 21:00 CET | Niemcy · Serge Gnabry 8', 45' · Nils Petersen 14', 33', 40', 63' (k) · Max Meyer 30', 49', 52' | 10:0(6:0) | Fidżi | Mineirão, Belo Horizonte Sędzia: Fahad Al-Mirdasi |
|                            |                                                                                                |           |       |                                                   |

| 10 sierpnia 2016 21:00 CET | Korea Południowa · Kwon Chang-hoon 73' | 1:0(0:0) | Meksyk | Estádio Nacional, Brasilia Sędzia: Clément Turpin |
|                            |                                        |          |        |                                                   |

### Grupa D
| Zespół     | Pkt | M | W | R | P | Br+ | Br− | +/− |
| ---------- | --- | - | - | - | - | --- | --- | --- |
| Portugalia | 7   | 3 | 2 | 1 | 0 | 5   | 2   | +3  |
| Honduras   | 4   | 3 | 1 | 1 | 1 | 5   | 5   | 0   |
| Argentyna  | 4   | 3 | 1 | 1 | 1 | 3   | 4   | -1  |
| Algieria   | 1   | 3 | 0 | 1 | 2 | 4   | 6   | -2  |

| 4 sierpnia 2016 20:00 CET | Honduras · Romell Quioto 13' · Marcelo Pereira 33' · Antony Lozano 79' | 3:2(2:0) | Algieria · 68' Sofiane Bendebka · 85' Baghdad Bounedjah | Stadion Olimpijski, Rio de Janeiro Widzów: 20 000 Sędzia: Sandro Ricci |
|                           |                                                                        |          |                                                         |                                                                        |

| 4 sierpnia 2016 23:00 CET | Portugalia · Gonçalo Paciência 66' · Pité 84' | 2:0(0:0) | Argentyna | Stadion Olimpijski, Rio de Janeiro Widzów: 37 407 Sędzia: Walter López Castellanos |
|                           |                                               |          |           |                                                                                    |

| 7 sierpnia 2016 20:00 CET | Honduras · Alberth Elis 1' | 1:2(1:2) | Portugalia · 21' Tobias Figueiredo · 36' Gonçalo Paciência | Stadion Olimpijski, Rio de Janeiro Widzów: 32 928 Sędzia: Roddy Zambrano |
|                           |                            |          |                                                            |                                                                          |

| 7 sierpnia 2016 23:00 CET | Argentyna · Ángel Correa 47' · Jonathan Calleri 70' | 2:1(0:0) | Algieria · 64' Sofiane Bendebka | Stadion Olimpijski, Rio de Janeiro Sędzia: Cüneyt Çakır |
|                           |                                                     |          |                                 |                                                         |

| 10 sierpnia 2016 18:00 CET | Argentyna · Mauricio Martínez 90+3' | 1:1(1:1) | Honduras · 75' (k) Anthony Lozano | Estádio Nacional, Brasilia Sędzia: Antonio Mateu Lahoz |
|                            |                                     |          |                                   |                                                        |

| 10 sierpnia 2016 18:00 CET | Algieria · Mohamed Benkablia 30' | 1:1(1:1) | Portugalia · 25' (k) Gonçalo Paciência | Mineirão, Belo Horizonte Sędzia: Matthew Conger |
|                            |                                  |          |                                        |                                                 |

## Faza pucharowa
|  |                        |                  |                        |                        |      |           |                        |                        |                        |                        |                   |       |       |
|  | Ćwierćfinały           | Ćwierćfinały     | Ćwierćfinały           |                        |      | Półfinały | Półfinały              | Półfinały              |                        |                        | Finał             | Finał | Finał |
|  | Ćwierćfinały           | Ćwierćfinały     | Ćwierćfinały           |                        |      | Półfinały | Półfinały              | Półfinały              |                        |                        | Finał             | Finał | Finał |
|  | 14 sierpnia 2016 03:00 |                  |                        |                        |      |           |                        |                        |                        |                        |                   |       |       |
|  |                        |                  |                        |                        |      |           |                        |                        |                        |                        |                   |       |       |
|  | Brazylia               | Brazylia         | 2                      |                        |      |           |                        |                        |                        |                        |                   |       |       |
|  | Brazylia               | Brazylia         | 2                      | 17 sierpnia 2016 18:00 |      |           |                        |                        |                        |                        |                   |       |       |
|  | Kolumbia               | Kolumbia         | 0                      |                        |      |           |                        |                        |                        |                        |                   |       |       |
|  | Kolumbia               | Kolumbia         | 0                      |                        |      | Brazylia  | Brazylia               | 6                      |                        |                        |                   |       |       |
|  | 13 sierpnia 2016 00:00 |                  |                        |                        |      | Brazylia  | Brazylia               | 6                      |                        |                        |                   |       |       |
|  |                        |                  | Honduras               | Honduras               | 0    |           |                        |                        |                        |                        |                   |       |       |
|  | Korea Południowa       | Korea Południowa | Honduras               | Honduras               | 0    | 0         |                        |                        |                        |                        |                   |       |       |
|  | Korea Południowa       | Korea Południowa |                        |                        |      | 0         | 20 sierpnia 2016 22:30 |                        |                        |                        |                   |       |       |
|  | Honduras               | Honduras         | 1                      |                        |      |           |                        |                        |                        |                        |                   |       |       |
|  | Honduras               | Honduras         | 1                      |                        |      | Brazylia  | Brazylia               | 1(5)                   |                        |                        |                   |       |       |
|  | 13 sierpnia 2016 21:00 |                  |                        |                        |      | Brazylia  | Brazylia               | 1(5)                   |                        |                        |                   |       |       |
|  |                        |                  | Niemcy                 | Niemcy                 | 1(4) |           |                        |                        |                        |                        |                   |       |       |
|  | Nigeria                | Nigeria          | Niemcy                 | Niemcy                 | 1(4) | 2         |                        |                        |                        |                        |                   |       |       |
|  | Nigeria                | Nigeria          | 17 sierpnia 2016 21:00 |                        |      | 2         |                        |                        |                        |                        |                   |       |       |
|  | Dania                  | Dania            | 0                      |                        |      |           |                        |                        |                        |                        |                   |       |       |
|  | Dania                  | Dania            | 0                      |                        |      | Nigeria   | Nigeria                | 0                      | Mecz o 3. miejsce      | Mecz o 3. miejsce      | Mecz o 3. miejsce |       |       |
|  | 13 sierpnia 2016 18:00 |                  |                        |                        |      | Nigeria   | Nigeria                | 0                      | Mecz o 3. miejsce      | Mecz o 3. miejsce      | Mecz o 3. miejsce |       |       |
|  |                        |                  | Niemcy                 | Niemcy                 | 2    |           |                        | 20 sierpnia 2016 18:00 | 20 sierpnia 2016 18:00 | 20 sierpnia 2016 18:00 |                   |       |       |
|  | Portugalia             | Portugalia       | Niemcy                 | Niemcy                 | 2    | 0         |                        | 20 sierpnia 2016 18:00 | 20 sierpnia 2016 18:00 | 20 sierpnia 2016 18:00 |                   |       |       |
|  | Portugalia             | Portugalia       |                        |                        |      |           |                        | Honduras               | Honduras               | 2                      |                   |       |       |
|  | Niemcy                 | Niemcy           | 4                      |                        |      |           |                        |                        | Honduras               | 2                      |                   |       |       |
|  | Niemcy                 | Niemcy           | 4                      |                        |      |           |                        | Nigeria                | Nigeria                | 3                      |                   |       |       |
|  |                        |                  |                        |                        |      |           |                        |                        | Nigeria                | 3                      |                   |       |       |

### Ćwierćfinały
| Mecz 25 13 sierpnia 2016 18:00 CET | Portugalia | 0:4(0:1) | Niemcy · 45+1' Serge Gnabry · 57' Matthias Ginter · 75' Davie Selke · 87' Philipp Max | Estádio Nacional, Brasilia Widzów: 55 412 Sędzia: Walter López Castellanos |
|                                    |            |          |                                                                                       |                                                                            |

| Mecz 26 13 sierpnia 2016 21:00 CET | Nigeria · John Obi Mikel 15' · Aminu Umar 59' | 2:0(1:0) | Dania | Fonte Nova, Salvador Widzów: 30 307 Sędzia: Sandro Ricci |
|                                    |                                               |          |       |                                                          |

| Mecz 27 13 sierpnia 2016 00:00 CET | Korea Południowa | 0:1(0:0) | Honduras · 59' Elis Alberth | Mineirão, Belo Horizonte Widzów: 36 704 Sędzia: Gehad Grisha |
|                                    |                  |          |                             |                                                              |

| Mecz 28 14 sierpnia 2016 03:00 CET | Brazylia · Neymar 12' · Luan 82' | 2:0(1:0) | Kolumbia | Arena Corinthians, São Paulo Widzów: 41 560 Sędzia: Cüneyt Çakır |
|                                    |                                  |          |          |                                                                  |

### Półfinały
| Mecz 29 17 sierpnia 2016 18:00 CET | Brazylia · Neymar 1', 90+1' · Gabriel Jesus 26', 35' · Marquinhos 51' · Luan 79' | 6:0(3:0) | Honduras | Maracanã, Rio de Janeiro Widzów: 52 457 Sędzia: Ovidiu Hațegan |
|                                    |                                                                                  |          |          |                                                                |

| mecz 30 17 sierpnia 2016 21:00 CET | Nigeria | 0:2(0:1) | Niemcy · 9' Klostermann · 89' Petersen | Arena Corinthians, São Paulo Widzów: 35 562 Sędzia: Néstor Pitana |
|                                    |         |          |                                        |                                                                   |

### Mecz o 3. miejsce
| Mecz 31 20 sierpnia 2016 18:00 CET | Honduras · Lozano 71' · Pereira 86' | 2:3(0:1) | Nigeria · 34', 56' Sadiq · 49' Umar | Mineirão, Belo Horizonte Widzów: 9 091 Sędzia: Sandro Ricci |
|                                    |                                     |          |                                     |                                                             |

### Finał
| Mecz 32 20 sierpnia 2016 22:30 CET                    | Brazylia · Neymar 27' | 1:1 (dogr.) k. 5:4(1:0, 1:1, 1:1)          | Niemcy · Meyer 59' | Maracanã, Rio de Janeiro Widzów: 63 707 Sędzia: Alireza Faghani |
|                                                       |                       |                                            |                    |                                                                 |
|                                                       |                       | Rzuty karne                                |                    |                                                                 |
| Renato Augusto · Marquinhos · Rafinha · Luan · Neymar |                       | Ginter · Gnabry · Brandt · Süle · Petersen |                    |                                                                 |

## Klasyfikacja końcowa
| Miejsce | Reprezentacja    |
| ------- | ---------------- |
| złoto   | Brazylia         |
| srebro  | Niemcy           |
| brąz    | Nigeria          |
| 4.      | Honduras         |
| 5.      | Korea Południowa |
| 6.      | Portugalia       |
| 7.      | Kolumbia         |
| 8.      | Dania            |
| 9.      | Meksyk           |
| 10.     | Japonia          |
| 11.     | Argentyna        |
| 12.     | Irak             |
| 13.     | RPA              |
| 14.     | Algieria         |
| 15.     | Szwecja          |
| 16.     | Fidżi            |

## Strzelcy

### 6 goli
- Serge Gnabry
- Nils Petersen

### 4 gole
- Neymar
- Erick Gutiérrez
- Maximilian Meyer
- Oghenekaro Etebo
- Umar Sadiq

### 3 gole
- Gabriel Jesus
- Luan
- Antony Lozano
- Teófilo Gutiérrez
- Kwon Chang-hoon
- Suk Hyun-jun
- Ryu Seung-woo
- Gonçalo Paciência

### 2 gole
- Sofiane Bendebka
- Gabriel Barbosa
- Alberth Elis
- Marcelo Pereira
- Takuma Asano
- Dorlan Pabon
- Son Heung-min
- Matthias Ginter
- Davie Selke
- Aminu Umar

### 1 gol
- Mohamed Benkablia
- Baghdad Bounedjah
- Mauricio Martínez
- Ángel Correa
- Jonathan Calleri
- Marquinhos
- Robert Skov
- Roy Krishna
- Romell Quioto
- Saad Abdul-Amir
- Shinzo Koroki
- Takumi Minamino
- Shoya Nakajima
- Musashi Suzuki
- Shinya Yajima
- Hwang Hee-chan
- Oribe Peralta
- Rodolfo Pizarro
- Carlos Salcedo
- Lukas Klostermann
- Philipp Max
- John Obi Mikel
- Tobias Figueiredo
- Pité
- GIft Motupa
- Astrit Ajdarević
- Mikael Ishak

### Gole samobójcze
- Hiroki Fujiharu (dla Kolumbii)